# Шепітько Валерій Юрійович
Шепітько Валерій Юрійович (нар. 20 грудня 1960, Ромни) — криміналіст та судовий психолог, доктор юридичних наук (1996), професор (1997), Заслужений діяч науки і техніки України (2003), академік Національної академії правових наук України, президент Міжнародного Конгресу Криміналістів.

## Біографія
Народився 20 грудня 1960 р. у м. Ромни Сумської обл. Учасник бойових дій в Афганістані. У 1986 р. закінчив Харківський юридичний інститут (нині — Національний юридичний університет імені Ярослава Мудрого). У 1988—1991 рр. навчався в аспірантурі цього закладу. З 1991 р. — на викладацькій роботі у зазначеному навчальному закладі на посадах асистента, доцента, професора кафедри криміналістики. З 1996 р. — завідувач кафедри криміналістики Національного юридичного університету імені Ярослава Мудрого.
У 1991 р. захистив дисертацію на здобуття наукового ступеня кандидата юридичних наук на тему: «Допит неповнолітніх: психологія і тактика» (спеціальність 12.00.09), у 1996 р. — дисертацію на здобуття наукового ступеня доктора юридичних наук на тему: «Теоретичні проблеми систематизації тактичних прийомів у криміналістиці» (спеціальність 12.00.09). Науковий ступінь доктора юридичних наук присуджено у 1996 р. Вчене звання професора присвоєно у 1997 р. У 2000 р. обраний членом-кореспондентом, а у 2009 р. — дійсним членом (академіком) Академії правових наук України (тепер — Національна академія правових наук України). Автор понад 400 публікацій з криміналістики, юридичної психології, інших судових наук, очолює наукову криміналістичну школу, підготував 4 докторів юридичних наук, 32 кандидатів юридичних наук.

## Науково— практична діяльність
Напрями наукової діяльності — дослідження проблем криміналістичної техніки і тактики, методики розслідування злочинів, судової експертизи, юридичної психології. Має десять патентів на винаходи та авторських свідоцтв. Опублікував понад 400 наукових та навчально-методичних праць. Брав участь у розробці Кримінального процесуального кодексу України, законопроектів «Про оперативно-розшукову діяльність», «Про зброю», «Про дактилоскопію», «Про боротьбу з тероризмом», «Про боротьбу з корупцією», «Про боротьбу з економічною злочинністю», «Про організаційно-правові основи боротьби з організованою злочинністю», «Про підготовку та атестацію наукових та науково-педагогічних кадрів вищої кваліфікації», «Про протидію корупції в Україні», «Про наукову та науково-технічну діяльність», «Про приватну детективну (розшукову) діяльність», та ін.
Член спеціалізованої вченої ради Д 64.086.01 у Національному юридичному університеті імені Ярослава Мудрого, а з 2002 р. — її вчений секретар. З 1997 р. — вчений секретар відділення кримінально-правових наук Національної академії правових наук України, є головою Координаційного бюро з проблем криміналістики, судової експертизи та юридичної психології НАПрН України. З 1998 р. завідує лабораторією «Використання сучасних досягнень науки і техніки у боротьбі зі злочинністю» Науково-дослідного інституту вивчення проблем злочинності імені академіка В. В. Сташиса НАПрН України.

## Вибрані публікації
- «Теоретические проблемы систематизации тактических приемов в криминалистике» (1995),
- «Обыск: тактика и психология» (у співавт., 1997),
- «Криминалистическая тактика: теории и тенденции» (у співавт., 1997),
- «Криміналістика: Підручник» (у співавт., 1998, 2001, 2004, 2008, 2016),
- «Довідник слідчого» (2001, 2003, 2008, 2013),
- «Теория криминалистической тактики: монография» (2002),
- «Руководство по расследованию преступлений» (у співавт., 2002, 2008),
- «Криміналістика: Курс лекцій» (2003, 2005, 2006, 2011),
- «Настільна книга слідчого» (у співавт., 2003, 2007, 2008, 2010, 2011),
- «Криміналістика: Словник термінів» (2004),
- «Юридична психологія: Підручник» (у співавт., 2004, 2008),
- «Розслідування злочинів у сфері господарської діяльності (окремі криміналістичні методики): монографія» (у співавт., 2006),
- «Психологія судової діяльності» (2006), «Криміналістична тактика (системно-структурний аналіз): монографія» (2007),
- «Правова система України: історія, стан та перспективи: у 5 т. Т. 5: Кримінально-правові науки. Актуальні проблеми боротьби зі злочинністю в Україні» (у співавт., 2008 (укр.), 2011 (рос.), 2013 (англ.),
- «Керівництво з розслідування злочинів» (у співавт., 2009, 2010),
- «Інтеграція права та інформатика: прикладний і змістовний аспекти: монографія» (у співавт., 2012),
- «Криміналістика: ситуаційні моделі та завдання: навчальний посібник» (у співавт., 2012),
- «Проблемы лекции по криминалистике» (2012),
- «Правова доктрина України: у 5 т. Т. 5: Кримінально-правові науки України: стан, проблеми та шляхи розвитку» (у співавт., 2013 (укр.), 2018 (англ.),
- «Розслідування злочинів корупційної спрямованості» (у співавт., 2013),
- «Textbook of criminalistics. Volume 1: General Theory» (у співавт., 2016),
- «Інноваційні засади техніко-криміналістичного забезпечення діяльності органів кримінальної юстиції: монографія» (у співавт., 2017),
- «Велика українська юридична енциклопедія: у 20 т. Т. 20: Криміналістика, судова експертиза, юридична психологія» (у співавт., 2018).

## Участь у редакційних колегіях фахових видань
Голова редакційної ради, головний редактор Міжнародного науково-практичного юридичного журналу «Криміналіст першодрукований [Архівовано 23 січня 2021 у Wayback Machine.]», співголова редакційної колегії збірника «Теорія та практика судової експертизи і криміналістики» [Архівовано 14 березня 2022 у Wayback Machine.], член редколегій юридичних журналів «Право України» та «Вісник кримінального судочинства» [Архівовано 21 січня 2022 у Wayback Machine.], член редакційної ради науково-практичного медичного журналу «Український вісник психоневрології» [Архівовано 19 січня 2021 у Wayback Machine.], член редколегії науково-практичного журналу «Судово-медична експертиза»; член редакційної ради науково-практичного журналу «Судебная экспетриза Беларуси», член редакційної ради міжнародних наукових журналів Проекту SWorld, член редколегій збірників наукових видань: «Криміналістика та судова експертиза», «Проблеми законності», «Вісник Національної академії правових наук України», «Питання боротьби зі злочинністю», «Науковий вісник Львівського торговельно-економічного університету: Серія юридична».

## Почесні звання, відзнаки, нагороди
Президент Міжнародного Конгресу криміналістів (2012), Почесний член Литовського товариства криміналістів 2013, Почесний член спілки юристів України (2001), член міжнародної поліцейської асоціації (IPA) (1998). Нагороджений медалями «Воїну-інтернаціоналісту» (1988), «70 років Збройних Сил СРСР» (1998), «Ветеран війни — учасник бойових дій», медаллю Верховної Ради України «Десять років незалежності» (2001), «20 років з дня виведення військ з Афганістану», орденом «За доблесть и честь» (2009), орденом «Defendens Justitiam» (Рада з суспільних нагород ООН, 2010), орденом «Корона Європи» I ступеня (Рада з суспільних нагород ООН та Європейська академія природничих наук, 2010), Почесною відзнакою Української секції Міжнародної поліцейської асоціації «За мужність і професіоналізм» (2011), відзнакою Президента України — пам'ятною медаллю «25 років виведення військ з Афганістану» (2015), Відзнакою МАРТІС «Золота фортуна» — медаллю «Незалежність України» (2015).
Заслужений діяч науки і техніки України (2003), Заслужений професор Національного юридичного університету імені Ярослава Мудрого (2017), стипендіат Фонду юридичної науки Академіка права В. В. Сташиса (2002), лауреат Премії імені Ярослава Мудрого (2003, 2006, 2017). Нагороджений Грамотою Генеральної прокуратури України (2018).